# Rotgeta
|  | Aquest article tracta sobre la planta. Vegeu-ne altres significats a «Rogeta (papallona)». |

La rotgeta (Rubia angustifolia ssp angustifolia) és una planta endèmica de les Illes Balears. És una de les dues subespècies de la Rubia angustifolia, l'altre és la Rubia angustifolia ssp caespitosa, també endèmica i només present a Cabrera. Es diferencia de la Rubia peregrina, també anomenada Rotgeta i també present a les Balears, per tenir la fulla més estreta.